# Saint-Didier (Italie)
Saint-Didier (en italien, San Didero) est une commune de la ville métropolitaine de Turin, dans le Piémont, en Italie.

## Administration
| Période                                  | Période  | Identité         | Étiquette | Qualité       |
| ---------------------------------------- | -------- | ---------------- | --------- | ------------- |
| 14 juin 2004                             | En cours | Loredana Bellone |           | centre-gauche |
| Les données manquantes sont à compléter. |          |                  |           |               |

### Hameaux
Volpi, Leitera.

### Communes limitrophes
Condoue, Brussol, Saint-Joire, Bourgon, Villar-Fouchard.